# Бумеранг (вулкан)
Підводна гора Бумеранг — активний підводний вулкан, розташований в 18 км північно-східніше острова Амстердам, Франція. Він формує Сен-Польську гарячу точку і має кальдеру завдовжки 2 км і глибиною 200 м. Гідротермальна активність відбувається в межах кальдери.

## Клімат
Вулкан знаходиться у зоні, котра характеризується середземноморським кліматом. Найтепліший місяць — січень із середньою температурою 17.8 °C (64 °F). Найхолодніший місяць — липень, із середньою температурою 12.2 °С (54 °F).
| Клімат Бумеранга        | Клімат Бумеранга | Клімат Бумеранга | Клімат Бумеранга | Клімат Бумеранга | Клімат Бумеранга | Клімат Бумеранга | Клімат Бумеранга | Клімат Бумеранга | Клімат Бумеранга | Клімат Бумеранга | Клімат Бумеранга | Клімат Бумеранга | Клімат Бумеранга |
| Показник                | Січ.             | Лют.             | Бер.             | Квіт.            | Трав.            | Черв.            | Лип.             | Серп.            | Вер.             | Жовт.            | Лист.            | Груд.            | Рік              |
| Абсолютний максимум, °C | 29               | 27               | 31               | 25               | 25               | 23               | 23               | 26               | 23               | 23               | 26               | 26               | 31               |
| Середній максимум, °C   | 19               | 19               | 18               | 17               | 15               | 13               | 13               | 13               | 13               | 14               | 15               | 17               | 16               |
| Середня температура, °C | 17               | 17               | 17               | 15               | 13               | 12               | 12               | 12               | 12               | 12               | 14               | 16               | 14               |
| Середній мінімум, °C    | 15               | 15               | 15               | 13               | 12               | 11               | 10               | 10               | 10               | 11               | 12               | 14               | 12               |
| Абсолютний мінімум, °C  | 9                | 9                | 8                | 7                | 5                | 5                | 4                | 2                | 3                | 2                | 2                | 7                | 2                |
| Днів з опадами          | 13               | 12               | 14               | 14               | 17               | 19               | 19               | 19               | 18               | 16               | 13               | 13               | 187              |
| Днів з дощем            | 13               | 12               | 14               | 14               | 17               | 19               | 19               | 19               | 18               | 16               | 13               | 13               | 187              |
| ----------------------- | ---------------- | ---------------- | ---------------- | ---------------- | ---------------- | ---------------- | ---------------- | ---------------- | ---------------- | ---------------- | ---------------- | ---------------- | ---------------- |
| Джерело: Weatherbase    |                  |                  |                  |                  |                  |                  |                  |                  |                  |                  |                  |                  |                  |